# Piedmont (Alabama)
 Piedmont és una població dels Estats Units a l'estat d'Alabama. Segons el cens del 2000 tenia 5.120 habitants.

## Demografia
Segons el cens del 2000, Piedmont tenia 5.120 habitants, 2.221 habitatges, i 1.481 famílies. La densitat de població era de 202,8 habitants/km².
Dels 2.221 habitatges en un 26,8% hi vivien nens de menys de 18 anys, en un 49,5% hi vivien parelles casades, en un 14% dones solteres, i en un 33,3% no eren unitats familiars. En el 30,5% dels habitatges hi vivien persones soles el 16,2% de les quals corresponia a persones de 65 anys o més que vivien soles. El nombre mitjà de persones vivint en cada habitatge era de 2,3 i el nombre mitjà de persones que vivien en cada família era de 2,86.
Per edats la població es repartia de la següent manera: un 22,2% tenia menys de 18 anys, un 8,4% entre 18 i 24, un 26,6% entre 25 i 44, un 23,9% de 45 a 60 i un 18,8% 65 anys o més.
L'edat mediana era de 40 anys. Per cada 100 dones hi havia 84,6 homes. Per cada 100 dones de 18 o més anys hi havia 80,4 homes.
La renda mediana per habitatge era de 24.893 $ i la renda mediana per família de 32.163 $. Els homes tenien una renda mediana de 27.274 $ mentre que les dones 20.000 $. La renda per capita de la població era de 14.220 $. Aproximadament el 17,8% de les famílies i el 22,8% de la població estaven per davall del llindar de pobresa.

## Poblacions més properes
El següent diagrama mostra les poblacions més properes.